# Dari, Jharkhand
Dari là một census town (thị trấn thống kê - một đơn vị hành chính ở Ấn Độ) ở quận Hazaribag ở bang Jharkhand, Ấn Độ.

## Dân số
Theo cuộc điều tra dân số năm 2001 của Ấn Độ,India Dari có một dân số 7382 người. Nam giới chiếm 52% dân số và nữ giới chiếm 48% dân số. Churi có một tỷ lệ biết chữ là 62%, cao hơn mức trung bình của quốc gia là 59,5%; với 70% đàn ông biết chữ và 52% phụ nữ biết chữ. 17% dân số dưới 6 tuổi.